# Andrejs Gražulis
Andrejs Gražulis (Koknese, 21 de julio de 1993) es un baloncestista letón que pertenece a la plantilla del Türk Telekom B.K. de la BSL turca. Con 2,02 metros de altura, puede desempeñarse en las posiciones de alero y ala-pívot. Además, forma parte de la selección de baloncesto de Letonia.

## Primeros años
Gražulis comenzó a jugar baloncesto organizado a los 16 años. El deporte que había practicado desde la infancia era el atletismo, y fue durante una convocatoria de talentos del club BK Ventspils en 2009 cuando fue descubierto. Posteriormente se unió a las categorías formativas del equipo y jugando para este hizo su debut profesional.

## Trayectoria deportiva
Gražulis debutó como jugador profesional en 2012 con el BK Ventspils. En marzo de 2014, fue cedido al BK Valmiera hasta el final de la temporada. Posteriormente, regresó al Ventspils y jugó allí hasta el 2017. En su última temporada con el equipo, tuvo promedios de 10 puntos y 5,8 rebotes por partido.
El 14 de julio de 2017, fichó para el Parma Basket de la VTB United League por una temporada. Para la temporada siguiente regresó a Letonia y el 11 de julio de 2018 se unió al VEF Riga que también disputaba la VTB United League. En esta liga, Gražulis tuvo promedios de 10,5 puntos y 5,5 rebotes jugando con el Riga.
En julio de 2019 fichó por el Derthona Basket que en ese momento disputaba la Serie A2, la segunda división de baloncesto italiano. En esta temporada tuvo promedios de 16,8 puntos y 8,3 rebotes por partido. El 19 de junio de 2020 pasó a la primera división italiana, la Serie A, al fichar por el Pallacanestro Trieste. El jugador promedió 8,3 puntos y 5,6 rebotes por juego y el Trieste decidió renovar su contrato por una temporada más.
El 17 de junio de 2022, dio continuidad a su paso por el baloncesto italiano y firmó contrato con el Aquila Basket Trento de la Serie A. Con promedios de 9,6 puntos y 5 rebotes entre la LBA y la EuroCup, el Trento decidió renovar a Gražulis por otra temporada el 9 de julio de 2023.
El 30 de julio de 2024 el Virtus Bolonia de la Serie A y Euroliga anunció el fichaje de Gražulis para su siguiente temporada.
El 1 de abril de 2025 fichó hasta final de temporada con el Joventut Badalona de la Liga ACB española.
El 5 de julio de 2025 se comprometió con el Türk Telekom B.K. de la BSL turca.

### Selección nacional
En julio de 2013, Gražulis representó a su país en el equipo juvenil de Letonia que participó del EuroBasket Sub-20 de 2013 donde consiguió la medalla de plata. Gražulis encestó un doble clave en la semifinal del torneo para asegurar la victoria contra España y acceder a la final. Al año siguiente, recibió su primera convocatoria para integrar la selección mayor.
Durante agosto y septiembre de 2023 fue integrante de la selección de Letonia que participó en el Mundial de 2023 celebrado en Asia, y que finalizó en quinto lugar. El 7 de septiembre, logró su máxima anotación con la selección, en la victoria ante Italia por la clasificación de los puestos del 5.º al 8.º, con 28 puntos en 12 de 13 tiros de campo.